# Expedition 46
Expedition 46 è stata la 46ª missione di lunga durata verso la Stazione spaziale internazionale.

## Equipaggio
| Ruolo               | Dicembre 2015                             | Dicembre 2015 – Marzo 2016                |
| ------------------- | ----------------------------------------- | ----------------------------------------- |
| Comandante          | Scott Kelly, NASA Quarto volo             | Scott Kelly, NASA Quarto volo             |
| Ingegnere di volo 1 | Michail Kornienko, Roscosmos Secondo volo | Michail Kornienko, Roscosmos Secondo volo |
| Ingegnere di volo 2 | Sergej Volkov, Roscosmos Terzo volo       | Sergej Volkov, Roscosmos Terzo volo       |
| Ingegnere di volo 3 |                                           | Jurij Malenčenko, Roscosmos Sesto volo    |
| Ingegnere di volo 4 |                                           | Timothy Kopra, NASA Secondo volo          |
| Ingegnere di volo 5 |                                           | Timothy Peake, ESA Primo volo             |

FonteSpacefacts